# Lepisiota tenuipilis
Lepisiota tenuipilis är en myrart som först beskrevs av Santschi 1935.  Lepisiota tenuipilis ingår i släktet Lepisiota och familjen myror. Inga underarter finns listade i Catalogue of Life.